# Bagad Pañvrid ar Beskont
Le bagad Pañvrid ar Beskont est une formation de musique bretonne, basée sur la commune de Pommerit-le-Vicomte en Côtes-d'Armor. Fondé en 1978 et géré sous forme d'association, le président d'honneur du bureau est Bernard Thépault, son fondateur.
Le bagad participe à de nombreux festivals en France et à l'étranger, ainsi qu'au championnat national des bagadoù pendant le Festival interceltique de Lorient. En 2014 il évolue en 1re catégorie.

## Historique

### Création et débuts
Un projet de création de bagad à Pommerit-le-Vicomte est portée en 1977 par Bernard Thépault, instituteur dans la commune depuis 1970, et lui-même sonneur. Un financement de 18 000 francs est obtenu auprès de la mairie pour lancer le projet, et après une campagne de presse, une trentaine d'élèves se manifestent. Leurs formations est prise en charge par le créateur du bagad qui se charge de l'enseignement pour les trois pupitres ; peu après, la formation bénéficie de l'arrivée dans la commune d'un batteur (René Page) et d'un sonneur (Hervé Tanguy) expérimentés.
Le groupe se présente pour la première fois à un concours de la Bodadeg ar Sonerion en 1981, et se classe à la 8e place sur douze de la troisième catégorie. Ceci lui permet d'acquérir une certaine notoriété et de participer à des festivals les années suivantes. En 1984, contacté par Polig Monjarret, ils se rendent Millstreet en Irlande ; de ce voyage naitra le jumelage entre cette ville et Pommerit-le-Vicomte en 1986. Le cercle celtique Korriganed Pañvrid voit lui le jour en 1989.

### Développements récents

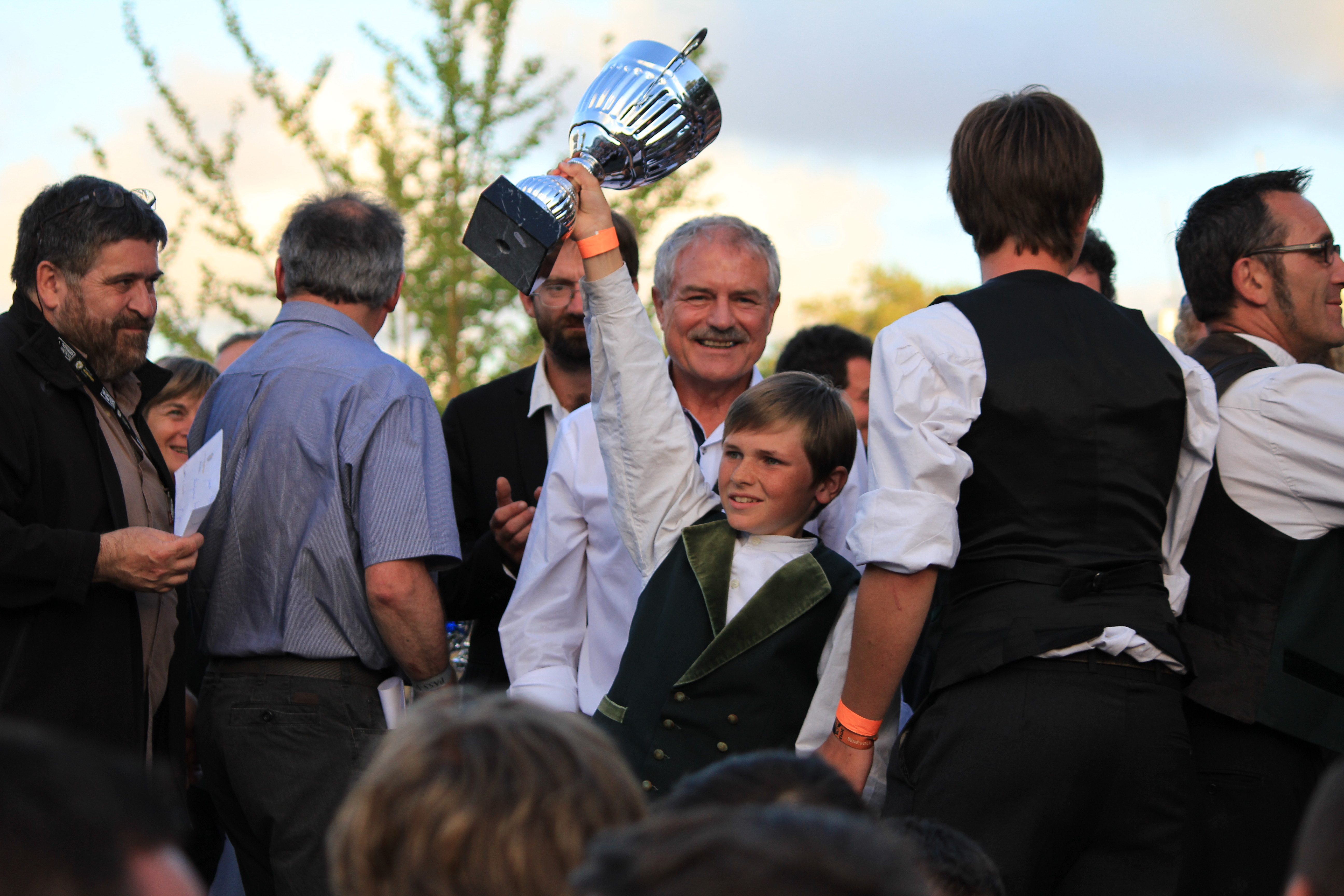
Le groupe célébrant la montée en 1re catégorie lors du festival interceltique de Lorient en 2013. Ici, Mathis, le plus jeune batteur, brandissant la coupe.

Un pipe-band est créé en 2010', avec pour but de participer au championnat du monde de pipe band à Glasgow.
Au niveau des concours, l'ensemble connait une période d'instabilité pendant les années 2000, évoluant entre les 3e et 2e catégorie, montant dans cette dernière en 2004, 2006, et 2010. Après avoir fini à la 7e place du championnat national des bagadoù 2012 de deuxième catégorie, le groupe décroche la 1re place de cette même catégorie lors de l'édition 2013, ce qui lui permet d'accéder pour la première fois de son histoire à la première catégorie.
Plusieurs albums sortent à cette époque. Le premier, Skipailh war-raok, édité en 2004 s'écoule à 2 000 exemplaires, et le second, Albom Daou, est édité en 2010 à 1 000 exemplaires.

## Structure

### L'association
Liste des présidents :
- 2006-2011 : Roparz Le Bastard[8]
- depuis 2011 : Gwendal Le Nedic[8]

### Autres ensembles et la formation
Le bagadig de Pommerit-le-Vicomte évolue en 5e catégorie pour le championnat des bagadoù.

### Cercle celtique
Lancée dès 1985, l'aventure se prolonge en 1989 par la création du cercle celtique Bugale Pañvrid (les enfants de Pommerit), qui ne disposait alors que d'une section enfant. En 1992, une section adulte complète l’association qui prend le nom de Korriganed Pañvrid (les korrigans de Pommerit) L'ensemble évolue désormais en première catégorie et propose des créations chorégraphiques originales (Spered Panvrid, An Ivin).

## Discographie
- 2004 : Skipailh war-raok
- 2010 : Albom Daou

## Palmarès
- 2004 : 1re en 2e catégorie
- 2006 : 1re en 2e catégorie
- 2010 : 2e en 2e catégorie
- 2012 : 7e en 2e catégorie
- 2013 : 1re en 2e catégorie